# Dąbrowa (powiat sokołowski)
Dąbrowa – wieś w Polsce położona w województwie mazowieckim, w powiecie sokołowskim, w gminie Sokołów Podlaski. Ma status sołectwa.
| SIMC    | Nazwa           | Rodzaj  |
| ------- | --------------- | ------- |
| 0688723 | Kolonia Dąbrowa | kolonia |

W latach 1975–1998 miejscowość należała administracyjnie do województwa siedleckiego.
Wierni kościoła rzymskokatolickiego należą do parafii św. Jana Chrzciciela w Czerwonce Grochowskiej